# أحمد بن حازم بن أبي غرزة
أبو عمرو أحمد بن حازم بن محمد بن يونس بن قيس بن أبي غرزة الغفاري الكوفي صاحب المسند، أحد رواة الحديث النبوي.
ولد سنة بضع وثمانين ومائة. سمع من: جعفر بن عون، ويعلى بن عبيد، وعبد الله بن صالح العجلي، وعبيد الله بن موسى، وإسماعيل بن أبان، وعفان، وأحمد بن يونس، وعدة. حدث عنه: مطين، ومحمد بن علي بن دحيم، وإبراهيم بن عبد الله بن أبي العزائم، وأبو العباس بن عقدة، وخلق كثير. وله مسند كبير جمع فيه كثيرًا من الأحاديث. ذكره ابن حبان في كتاب الثقات وقال: «كان متقنا».

## وفاته
قال الذهبي: توفي سنة 276 هـ في شهر ذي الحجة.